# بارتنر (سيجارة)
كانت بارتنر علامة تجارية مقدونية للسجائر و كانت مملوكة و تُصَنَّع لشركة مقدونيا تاباك .  

## تاريخ
تأسست العلامة التجارية بعد انتهاء الحرب العالمية الثانية وتم تصنيعها من قبل شركة "مقدونيا تباك" في جمهورية مقدونيا الاشتراكية. كانت واحدة من العلامات التجارية اليوغوسلافية القليلة التي تم بيعها خارج يوغوسلافيا، في الاتحاد السوفيتي وبولندا وفنلندا واليابان. على الرغم من أن بارتنر لم تكن معروفة بنفس القدر من شهرة درينا أو جادران أو لوفتشين، إلا أنها باعت بشكل جيد داخل مقدونيا الاشتراكية و، إلى حد أقل، في صربيا الاشتراكية. ومع ذلك، خلال انهيار يوغوسلافيا، عانت الشركة و في نهاية المطاف انتهى وجود العلامة التجارية، بعد عدة سنوات من استقلال مقدونيا وتحولها إلى بلد مستقل. بسبب حقيقة أن هذه العلامة التجارية كانت تبدو و كأنها أجنبية مقارنة بالعلامات التجارية المماثلة المباعة في يوغوسلافيا، دائمًا ما كانت تُعتبر العلامة التجارية "الغريبة" على السوق.

## التعبئة والتغليف
العبوة تحتوي على نمط مكون من اللونين الأبيض و الأزرق، مع حصانين يحملان شعارًا يمثل شعارًا للنبالة مع رمزين شبيهين بالزهور. أسفل الشعار، تكتب عبارة "بارتنر فيلتر" باللون الأبيض، محاطة بشريط أحمر. أعلى وأسفل العبارة، تكتب الكلمات "كينج سايز" و "٢٠ سيجارة" بأحرف بيضاء. 

## الأسواق
كانت بارتنر تُباع بشكل رئيسي في جمهورية مقدونيا الاشتراكية، ولكن أيضًا في جميع أنحاء جمهورية يوغوسلافيا الاتحادية الاشتراكية (وبعد تفكك يوغوسلافيا، أصبح يباع لعدة سنوات في جمهورية مقدونيا، صربيا و كرواتيا )، و كذلك في بولندا، المجر ، لاتفيا، ليتوانيا، و روسيا .   

## أنظر أيضا
- تدخين التبغ
- درينا (سيجارة)
- إليتا (سيجارة)
- فلتر 57 (سيجارة)
- جادران (سيجارة)
- لايكا (سيجارة)
- لوفسين (سيجارة)
- مورافا (سيجارة)
- سمارت (سيجارة)
- الوقت (السيجارة)
- سوبراني
- جين لينغ
- إل دي (سيجارة)
- والتر وولف (سيجارة)